# Sukatani (Ngamprah)
Sukatani is een bestuurslaag in het regentschap Bandung Barat van de provincie West-Java, Indonesië. Sukatani telt 6652 inwoners (volkstelling 2010).